# ماکسیمیلیان رویله
ماکسیمیلیان رویله (انگلیسی: Maximilian Reule؛ زادهٔ ۱ فوریهٔ ۱۹۹۴) بازیکن فوتبال اهل آلمان است.
از باشگاه‌هایی که در آن بازی کرده‌است می‌توان به باشگاه فوتبال کارلسروهه، باشگاه فوتبال وهن ویسبادن، و باشگاه فوتبال کمنیتس اشاره کرد.